# Allan Carlsson
Carl Allan Carlsson (Örebro, 8 novembre 1910 – Norrköping, 17 novembre 1983) è stato un pugile svedese.

## Palmarès
- Giochi olimpici

Los Angeles 1932: bronzo nei pesi piuma.